# 末永史
末永 史（すえなが あや、1949年 - 2018年1月1日）は、日本の元漫画家、イラストレーター、エッセイスト、精神保健福祉士。宮城県仙台市出身。漫画家としては特に1970年代に活動していた。東京都立南多摩高等学校を経て武蔵野美術大学、中央大学中退後、「ヤングコミック」や「りぼん」に連載していた。その後は医療に従事するかたわら、イラストやエッセイの活動が中心になっていた。
別のペンネームに末永あや子、いとう絢子がある。

## 著書一覧
- 家庭の主婦的恋愛（1991年、新潮社）
- おじさんがおばさんを愛する時（1991年、福武書店）
- おかあさん「ぼけ」た?（2005年9月、集英社）
- 二階屋の売春婦 末永史劇画集（2007年6月、ワイズ出版）
（「いつから棄てたの」「夜明けを抱いた」「女友達」「表現地獄」「加担 フレッド＆ゆき」「二階屋の売春婦」「津軽温泉郷」「飛バナイ夜」「スナックガール」「バラ色の闇の外」「雪の旅」「つきのさばくを…」「ＨＯＵＳＥ」「猫のパーティ」「星と靴下」「風のたより」「えっせんす おぶ らいふ」「バリ島にて」「鬼来迎の夏」「家庭の主婦的恋愛」「ボロフスキーの一日」収録）
- 銀恋（2012年4月、ワイズ出版）
（「私を恍惚とさせてください」「絶対的な彼女」「銀恋」「昭和スキー」「人生の約束」「淋しい吊橋」「珊瑚婚」「奥松島海岸温泉」「茶を飲む女」収録）

## 主な未収録作品
- ファニーは魔女（りぼんコミックス、1968年3月号）
- トラか？王女か？（りぼんコミックス、1968年5月号）
- すてきなハリーハラー（ジュニアコミック、1968年11月号）
- パティとロック（りぼんコミック、1969年1月号）
- それゆけブス連（りぼんコミック、1969年6月号）
- いかすぜベイビー（りぼんコミック、1969年7月号）
- ギャ～おばけだド！（りぼんコミック、1969年8月号）
- くらやみでチュ！？（りぼんコミック、1969年9月号）
- モーレツ・デカ子ちゃん（りぼん、1969年11月号～1970年10月号）
- ハートでジャンプ（りぼんコミック、1969年11月号）
- スキーでよいしょ！（りぼんコミック、1970年1月号）
- バレンタイン大作戦（りぼんコミック、1970年2月号）
- 悪いことしましョ！（りぼんコミック、1970年4月号）
- ブスパワーですすめ（りぼんコミック、1970年5月号）
- チャンスは今だ（りぼんコミック、1970年6月号）
- さよならミスハプニング（りぼんコミック、1970年7月号）
- フィーリングでいこう（りぼんコミック、1970年8月号）
- 若さだ！ギターだ！初恋だ！！（りぼんコミック、1970年10月号）

（上記全て、末永あや子または末永あやこ名義作品）
- 別れのメカニズム（コミックVan、1972年5月11日号）
- 赤信号（コミックVan、1972年6月8日号）
- 雨をみたかい（コミックVan、1972年7月6日号）
- 悲鳴（コミックVan、1972年9月28日号）
- せっくす・ましん（Soft Magazine、1973年2月号）
- 性少女Vol.1　延子（微笑、1973年4月14日号、4月28日号）
- 性少女Vol.2　ミヤ（微笑、1973年5月12日号）
- 性少女Vol.3　さとみ（微笑、1973年5月26日号）
- 性少女Vol.4　アキとまり子の夢（微笑、1973年6月16日号）
- ひまわり（ベンチャーコミック、1973年）
- １９７２年２月晴天（ベンチャーコミック、1973年）
- ダメな弟をもった姉の話（COMICばく、1984年秋季号）
- 九十九里浜の浅い夢（COMICばく、1985年冬季号）
- はる子のお見合考（COMICばく、1985年春季号）
- わたしを海までつれてって（COMICばく、1985年夏季号）
- バストサイズストーリー（COMICばく、1985年秋季号）
- 朝（COMICばく、1986年冬季号）
- 家庭の主婦的恋愛（COMICばく、1986年夏季号）
- 犬も歩けば（COMICばく、1986年秋季号）
- 夜（COMICばく、1987年冬季号）
- ママはなんでも知っている（COMICばく、1987年春季号）
- ＧＩＮＺＡトワイライトＳＴＯＲＹ（COMICばく、1987年秋季号）